# Claude Perrault

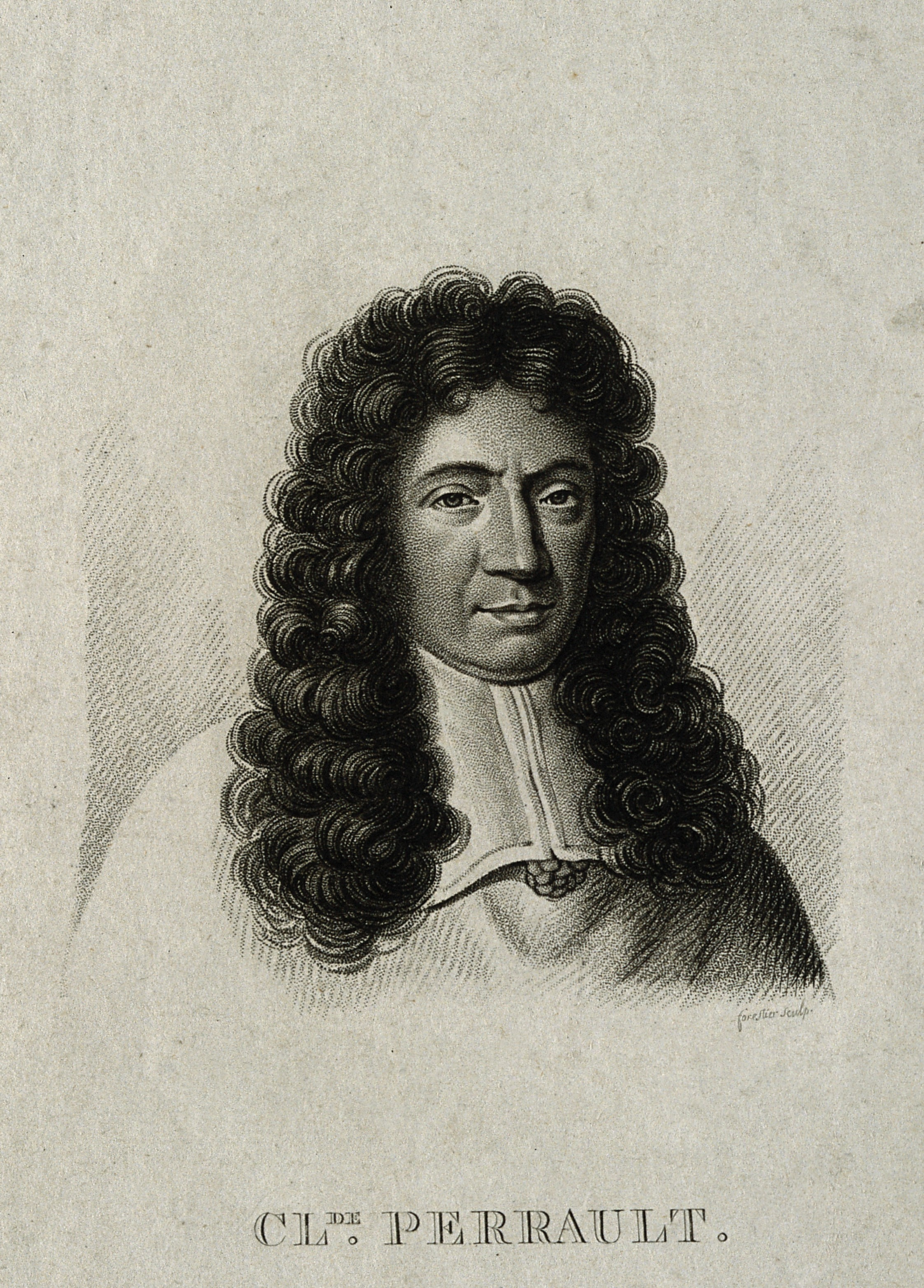
Claude Perrault

Claude Perrault [klód peró] (25. září 1613 Paříž – 9. říjen 1688 tamt.) byl francouzský architekt, teoretik umění, překladatel a lékař, jeden z prvních členů Francouzské akademie věd a bratr básníka, sběratele pohádek a teoretika uměni Charlese Perraulta.

## Působení

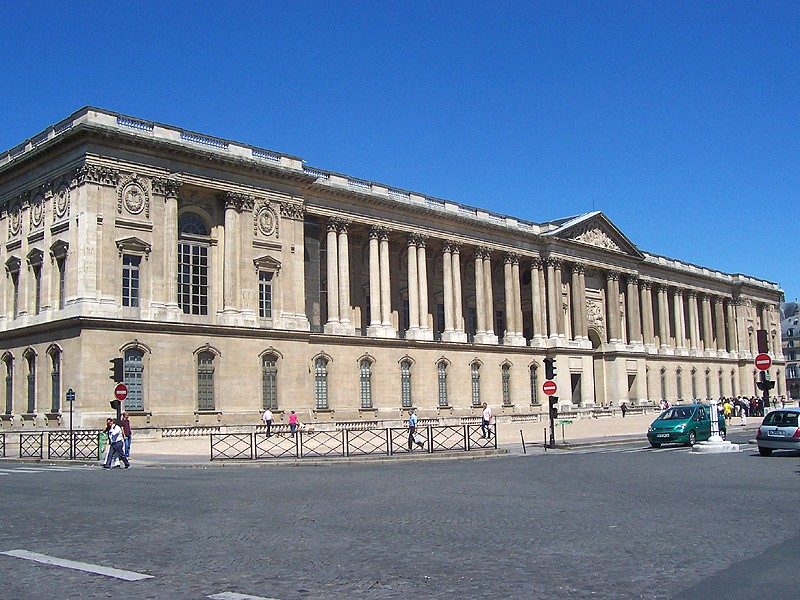
Hlavní (východní) průčelí Louvru, "Perraultova kolonáda"

Perrault získal doktorát medicíny na pařížské Sorbonně a roku 1666 byl jmenován mezi prvními členy Francouzské akademie věd. Roku 1673 přeložil Vitruviových "Deset knih o architektuře" a napsal pojednání o pěti sloupových řádech, které pak platilo jako autorita nejen ve Francii. Roku 1685 zvítězil v soutěži o řešení hlavní fasády Louvru, ačkoli se o ni ucházel i Gian Lorenzo Bernini. Ve spolupráci s dalšími architekty tak vytvořil slavnou "Perraultovu kolonádu" s plochým parterem a řadami dvojitých sloupů přesně podle Vitruvia. Kromě toho postavil i královskou observatoř v Paříži, model vítězného oblouku Ludvíka XIV. a několik dalších staveb.

Psal také o anatomii, zabýval se akustikou a dějinami hudby a napsal řadu článků o fyzice, které však zůstaly v rukopisech. S několika přáteli se dlouhá léta zabýval anatomií živočichů a zemřel patrně na infekci po tom, co v Jardin des Plantes pitval velblouda. 

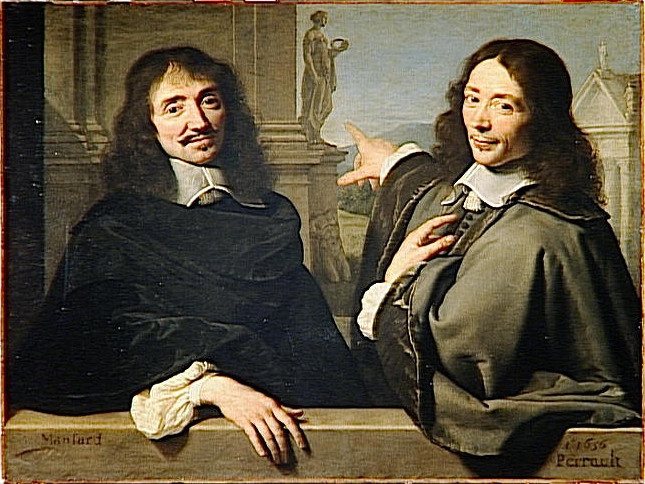
P. de Champaigne: F. Mansard a C. Perrault (vpravo)